# 2 minutter
2 minutter er en kortfilm fra 2001, der er instrueret af Jacob Tschernia efter manuskript af samme.

## Handling
Den bedste måde at lære sig selv at kende er ved at teste sine egne grænser - at yde sit bedste. Det er temaet for denne psykologiske kortfilm. En dreng ligger i et badekar og holder vejret. Han prøver at slå sin personlige rekord - 2 minutter.